# Таласофобия
Таласофобия (от гръцки: thalassa – „море“ и φόβος, phobos – „страх“) е интензивен, ирационален и постоянен страх от море. Таласофобията е клинична фобия основно класифицирана като специфична фобия, страх от единичен обект, който може да я задейства. Симптомите на таласофобията са подобни, както при повечето специфични фобии.